# X My Heart
Albums de Peter Hammill
Roaring Forties
(1994) Sonix
(1996)
X my Heart est le vingt-deuxième album de Peter Hammill, sorti en 1996.

## Liste des titres
1. A Better Time (Acapella)
2. Amnesiac
3. Ram Origami
4. A Forest of Pronouns
5. Earthbound
6. Narcissus (Bar & Grill)
7. Material Possession
8. Come Clean
9. A Better Time